# La felicità non si compra
La felicità non si compra (The Best Things in Life Are Free) è un film statunitense del 1956 diretto da Michael Curtiz.
È un film biografico a sfondo musicale basato sulla vita e le carriere dei compositori Buddy DeSylva (interpretato da Gordon MacRae), Lew Brown (Ernest Borgnine) e Ray Henderson (Dan Dailey).

## Produzione
Il film, diretto da Michael Curtiz su una sceneggiatura di William Bowers, Phoebe Ephron e Frank Tashlin con il soggetto di John O'Hara, fu prodotto da Henry Ephron per la Twentieth Century Fox Film Corporation e girato nei 20th Century Fox Studios a Century City in California.

## Distribuzione
Il film fu distribuito negli Stati Uniti dal 28 settembre 1956 al cinema dalla Twentieth Century Fox.
Alcune delle uscite internazionali sono state:
- in Svezia il 19 novembre 1956 (Allt beror på dej)
- in Germania Ovest il 21 dicembre 1956 (Fanfaren der Freude)
- in Finlandia il 7 giugno 1957 (Kaikki riippuu sinusta)
- in Portogallo il 19 agosto 1957
- in Turchia nel febbraio del 1959 (Sen bekârlar)
- in Francia il 25 febbraio 1959 (Les rois du jazz)
- in Danimarca il 13 luglio 1959 (Det musikalske trekløver)
- in Austria (Fanfaren der Freude)
- in Belgio (Les rois du jazz)
- in Uruguay (El encanto de vivir)
- in Grecia (Ta kalytera pragmata sti zoi einai tzaba)
- in Italia (La felicità non si compra)

## Promozione
La tagline è: "John O'Hara's flaming portrait of the jazz age... and the guys and gals who made it Zing!".

## Critica
Secondo il Morandini "l'ambiente del cinema e la composizione di Sonny Boy per Il cantante di jazz, primo film sonoro, sono gli ingredienti di questa convenzionale ma amabile commedia in costume. Buone le canzoni, cattive le coreografie".